# Proteste a Hong Kong del 2014

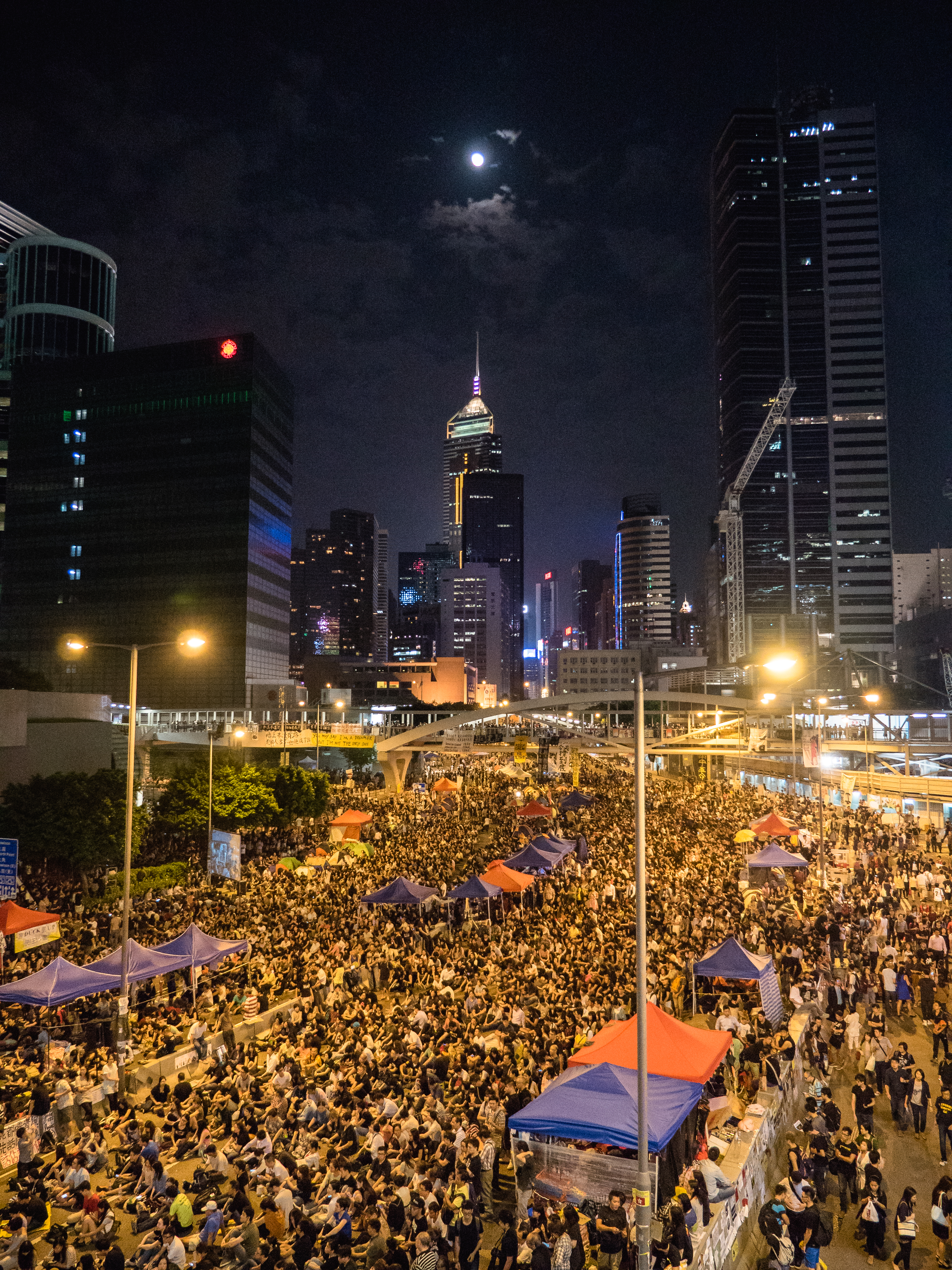
Le proteste nella notte del 10 ottobre

Le proteste a Hong Kong del 2014 o Rivoluzione degli ombrelli fu una protesta pacifica iniziata il 26 settembre 2014 e durata 79 giorni per ottenere il suffragio universale nell'ex colonia tornata alla Cina nel 1997. Simbolo della protesta furono gli ombrelli gialli alzati dai manifestanti per difendersi dai lacrimogeni della polizia.

## Storia

### L'inizio
Nel settembre del 2014 un gruppo di attivisti pro-democrazia di Hong Kong, riuniti nel movimento "Occupy central with love and peace" (Umbrella Movement) fondato in quel periodo dai professori universitari Benny Tai e Chan Kin-man e dal reverendo cristiano Chu Yiu-ming, protestò davanti alla sede del governo di Hong Kong occupando diversi importanti incroci della città e le strade principali contro la decisione del Comitato permanente del Congresso nazionale del popolo, presa a Pechino, sulla riforma elettorale proposta per le successive elezioni locali del 2017.

Mentre il movimento "Occupy central" chiedeva elezioni politiche libere ricorrendo alla disobbedienza civile, il Comitato permanente del Congresso nazionale del popolo aveva richiesto, in modo da pilotare le elezioni con candidati fedeli, la nomina di un comitato per pre-approvare le nomine di un massimo di tre candidati alle elezioni, prima di procedere alla votazione che doveva coinvolgere l'intera popolazione. Dopo le elezioni, il capo dell'esecutivo locale eletto avrebbe poi dovuto essere formalmente nominato dal governo centrale prima di assumere ufficialmente la carica.

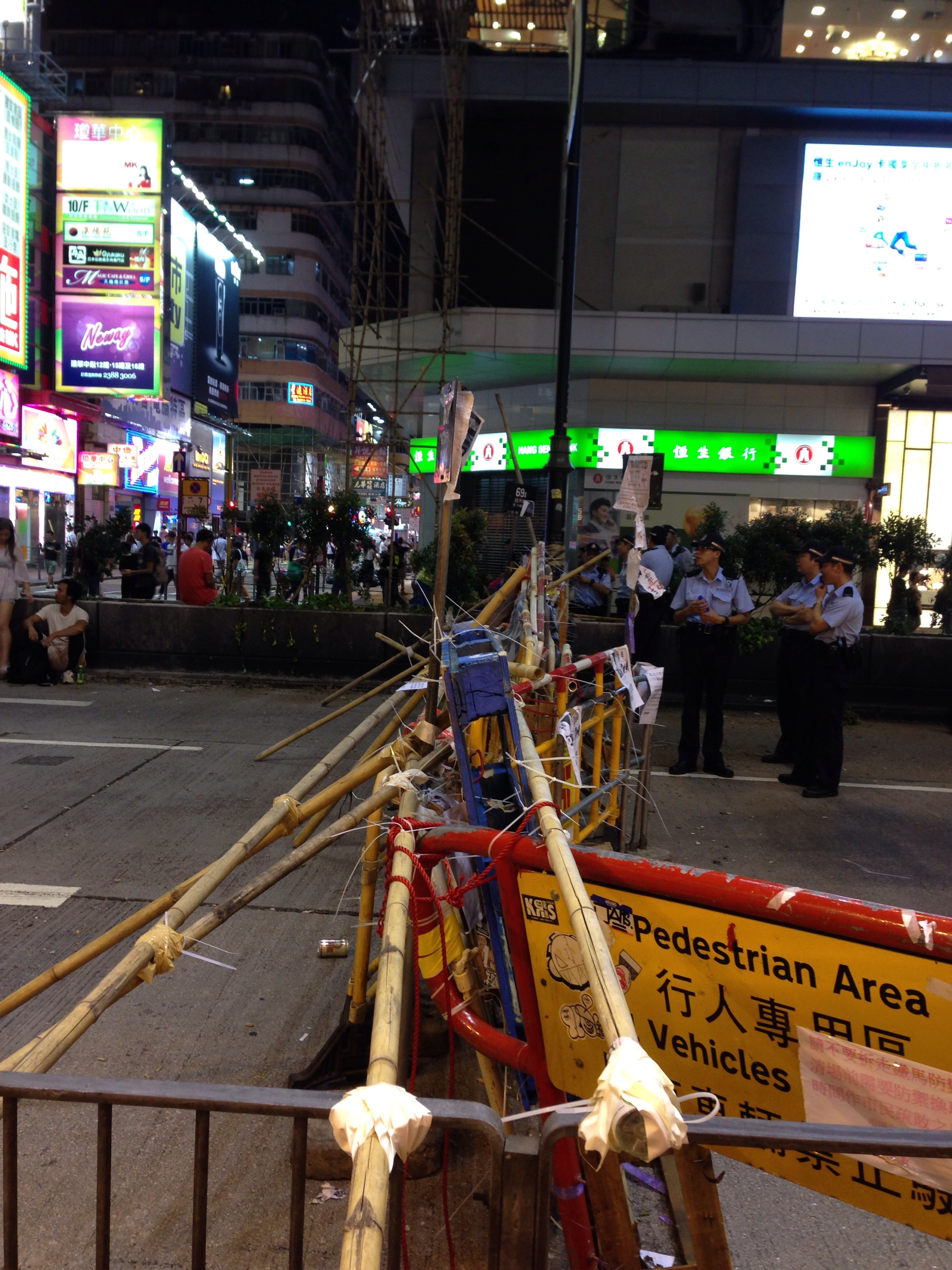
Una barricata in Mong Kok

I tre leader di "Occupy central" pensavano ad una protesta simbolica sotto forma di sit-in nella piazza centrale della città e per non più di due giorni. Con loro la federazione degli studenti di Hong Kong e il movimento studentesco "Scholarism" che cominciarono a protestare davanti alla sede del governo già il 22 settembre 2014. La sera del 26 settembre diverse centinaia di manifestanti violarono una barriera di sicurezza entrando, nonostante l'ingresso fosse vietato dal luglio 2014, nella piazza di fronte all'edificio del governo centrale. La polizia aveva transennato i manifestanti, tra cui il leader degli studenti Joshua Wong, arrestato poco dopo, all'interno della piazza e limitato il loro movimento durante la notte, al fine di rimuoverli con forza il giorno dopo.. Nello stesso tempo il movimento "Occupy central" iniziò la campagna di disobbedienza civile ricordando come le elezioni con candidati liberi facevano parte degli accordi stipulati (per quanto con un certo grado di ambiguità) nel 1997 in occasione della restituzione da parte della Gran Bretagna di Hong Kong alla Cina.
Intorno a mezzogiorno del 28 settembre i manifestanti marciarono su Harcourt Road, procedendo ad occupare anche la Queensway e bloccando entrambe le arterie est-ovest a nord dell'isola di Hong Kong. Dopo diverse ore di stallo, la polizia cercò di disperdere la folla con spray al peperoncino, gas lacrimogeni e cannoni ad acqua, e avvertì che avrebbe aperto il fuoco con proiettili di gomma se i manifestanti non avessero desistito. Decine di migliaia di persone alzarono gli ombrelli gialli per difendersi dai lacrimogeni: diventeranno il simbolo dei 79 giorni di occupazione.

### Le condanne

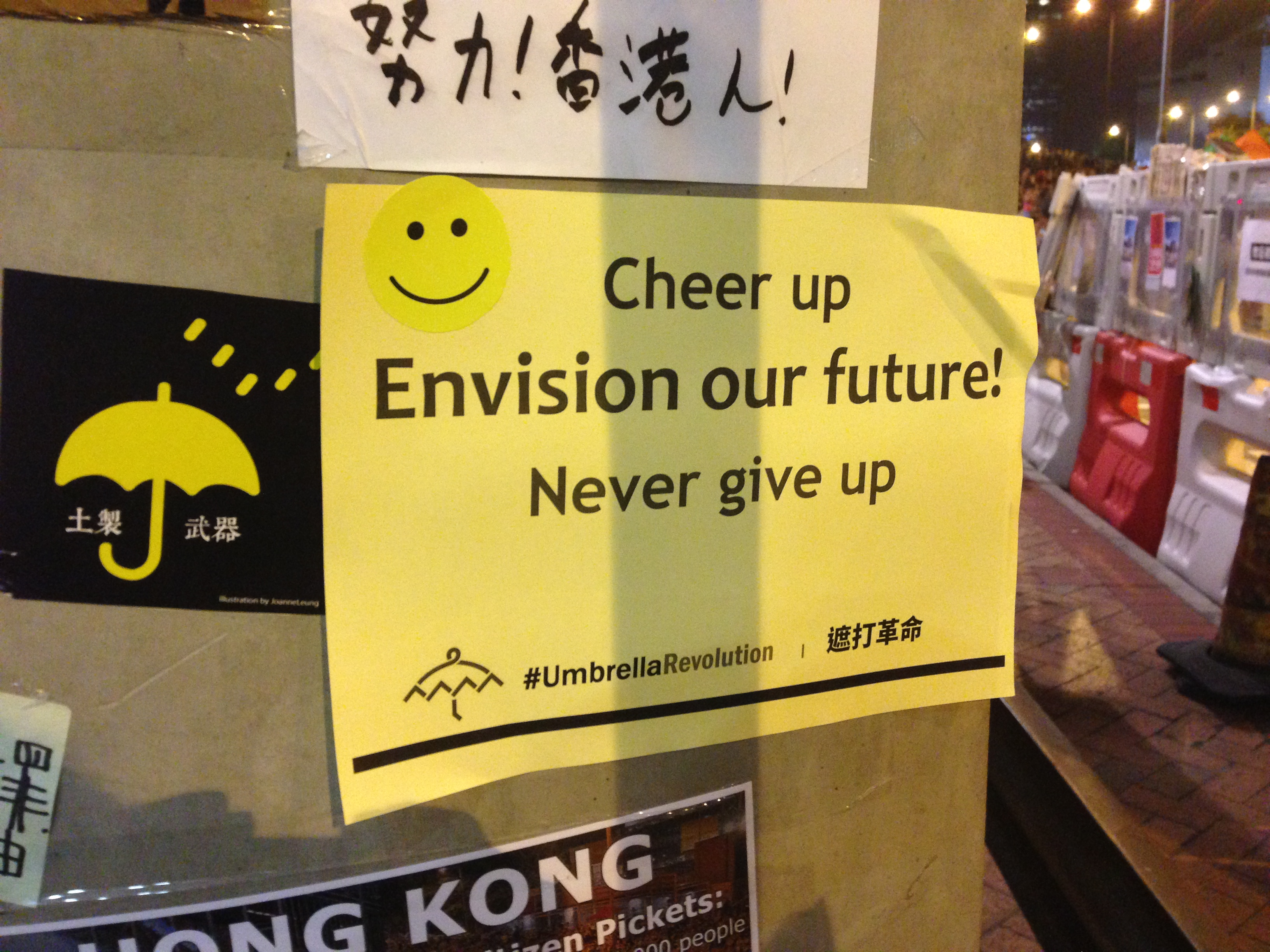
Parole manifestanti di sostegno alla campagna

Cinque anni più tardi, nell'aprile 2019, i tre leader di "Occupy central" ed altre sei persone (intellettuali, politici ed ex studenti) sono stati condannati per "cospirazione e incitamento a commettere disturbo dell'ordine pubblico" dal giudice che ha utilizzato, invece di ricorrere al codice penale scritto, la "Common law" del sistema britannico che ha di fatto trasformato i capi della protesta civile in teppisti di strada. Così, invece di rischiare una pena di tre mesi, rischiavano sette anni di carcere.
I leader studenteschi, Joshua Wong, Nathan Law e Alex Chow nell'agosto del 2017 vennero condannati dai 6 agli 8 mesi di carcere. La loro carriera politica inoltre subì un forte arresto, dal momento che venne loro interdetto l'accesso a cariche pubbliche per la durata di 5 anni. Il 24 ottobre del 2017 il giudice capo Geoffrey Ma garantì a Joshua Wong e Nathan Law il rilascio su cauzione, mentre Alex Chow non accettò e continuò il periodo di reclusione.
Nell'aprile del 2019 Chan Kin-Man, Benny Tai e il reverendo Chu Yiu-Ming sono stati condannati a 16 mesi di carcere. Al reverendo settantacinquenne la pena è stata sospesa per due anni, mentre gli altri due leader sono stati immediatamente trasferiti in prigione.